# Hildur Halleborg Nordwall
 Hildur Hélène Halleborg-Nordwall, född 18 november 1894 i Storliden i Norsjö socken utanför Norsjö och död 6 mars 1984 i Norsjö, var en svensk bildkonstnär.

## Biografi
Hildur Bask var äldsta barn till lantbrukaren Per August Bask och Terese Björk och hade fem syskon. Hon föddes i Storliden, fem km norr om Norsjö, men växte upp i Mensträsk från 1907. Hon träffade 1915 med konstnären Oskar Halleborg, född i Dalsland 1882, men bosatt i Norsjö.. De gifte sig 1921 och hade då redan dottern Molly (senare känd sångerska). Oskar dog 1930 och 1933 gifte Hildur sig med ingenjören Knut Nordvall från Jämtland.
Hildur deltog tillsammans med maken Oskar i kurser i teori och färglära vid Konstakademien i Stockholm. Hildur var efter Oskar Halleborgs död utbildad vid Otte Skölds målarskola i Stockholm 1931 och hos André Lhote i Paris, och gjorde studieresor till Danmark, Norge, Italien och Spanien. Halleborg Nordwall var under flera år bosatt i Provence, Frankrike. Hon var aktiv medlem i flera konstnärsorganisationer och fick senare Konstakademiens hederspension 1974. Hon var under många år bosatt i Provence, Frankrike.

## Konst
Hildur Halleborg Nordwall målade främst landskap i olja och akvarell i impressionistisk stil (vanligen i en klar färg), men även porträtt, interiörer, figurkompositioner, fjällmotiv och myrar, stadsbilder och hamnpartier från Sydfrankrike. Under en tid utförde hon även lackmålningar.

### Utställning och representation
Separat ställde hon ut i Sundsvall, Umeå och på Louis Hahnes konstsalong i Stockholm och hon medverkade i samlingsutställningar arrangerade av Västerbottens konstnärsklubb och Sveriges allmänna konstförening. Hon medverkade i Svenska konstnärernas jubileumsutställning på Konstakademien 1944 samt i utställningen Norlandskonst som visades i Helsingborg, Åbo och Hultsfred. 1938 ingick Hildur Halleborg Nordwall tillsammans med Vera Frisén med flera i den 1935 bildade Västerbottens läns konstförenings första presentation av kvinnliga konstnärer.
Hildur Halleborg Nordwall finns representerad på Norrbottens och Västerbottens landsting, Västerbottens museum, i Överkalix och på Norsjö Bildmuseum.
År 2014 ingick verk av Hildur Halleborg Nordwall i Västerbottens museums utställning med svensk 18- och 1900-talskonst i samarbete med Nationalmuseum, Resenärens blick.